# Ramsés IV
Heqamaatra-Setepenamón Ramsés-Heqamaatra-Meriamón, o Ramsés IV, fue el tercer faraón de la dinastía XX del Imperio Nuevo de Egipto. Gobernó desde el 1153 hasta el 1147 a. C.
Su nombre de trono, Heqamaatra, significa ‘gobernante de justicia como Ra’.
Era el quinto hijo de Ramsés III, pero accedió al trono cuando tenía unos cuarenta años, ya que sus cuatro hermanos mayores habían muerto previamente. Su esposa principal fue la reina Tentopet.

## Proyectos edificatorios
Diseñó una gran campaña edificatoria, a escala de la Ramsés II, duplicando el tamaño de las cuadrillas de trabajadores en Deir el-Medina a un total de 120 hombres, envió varias grandes expediciones a las canteras de Uadi Hammamat y el Sinaí.
Sin embargo, no vivió lo suficiente para lograr sus metas. En su programa incluyó una grandiosa ampliación del templo de Jonsu en Karnak, restaurado por su padre, y la construcción de un gran Templo Funerario cerca del templo de Hatshepsut.

## Documentos de su época
Los documentos más importantes que perduran del reinado de este faraón son el Papiro Harris I, honrando la memoria de su padre, Ramsés III, y también de su abuelo Sethnajh relatando sus logros y sus numerosos obsequios a los templos de Egipto, y los Papiros de Turín 1879 - 1899 - 1969, el primer mapa geológico conocido.

## Tumbas reales
Después de un corto reinado de seis años muere Ramsés IV y es enterrado en la tumba KV2 del Valle de los Reyes. Su esposa principal, la reina Tentopet, fue enterrada en la QV74.

## Titulatura
| Titulatura | Jeroglífico | Transliteración (transcripción) - traducción - (referencias) |

| G5 |

| G5 |

| E2 · D40 | S34 | m | H6 | nb · O23 | Z3 | W19 | i | t · f · Z1 · f | p · t | V28 | A52 |

| E2 · D40 | S34 | m | H6 | nb · O23 | Z3 | W19 | i | t · f · Z1 · f | p · t | V28 | A52 |

| E2 · D40 | S34 | m | H6 | nb · O23 | Z3 | W19 | i | t · f · Z1 · f | p · t | V28 | A52 |

| E2 · D40 | S34 | m | H6 | nb · O23 | Z3 | W19 | i | t · f · Z1 · f | p · t | V28 | A52 |

| G5 |

| G5 |

| E2 · D40 | S34 | m | H6 | nb · O23 | Z3 | W19 | i | t · f · Z1 · f | p · t | V28 | A52 |

| E2 · D40 | S34 | m | H6 | nb · O23 | Z3 | W19 | i | t · f · Z1 · f | p · t | V28 | A52 |

| E2 · D40 | S34 | m | H6 | nb · O23 | Z3 | W19 | i | t · f · Z1 · f | p · t | V28 | A52 |

| E2 · D40 | S34 | m | H6 | nb · O23 | Z3 | W19 | i | t · f · Z1 · f | p · t | V28 | A52 |

| G16 |

| G16 |

| Aa11 · D36 · V31 | I6 · Aa15 | t · O49 | G45 | Z7 · D43 | T10 · t | Z3 | Z3 | Z3 |

| Aa11 · D36 · V31 | I6 · Aa15 | t · O49 | G45 | Z7 · D43 | T10 · t | Z3 | Z3 | Z3 |

| G16 |

| G16 |

| Aa11 · D36 · V31 | I6 · Aa15 | t · O49 | G45 | Z7 · D43 | T10 · t | Z3 | Z3 | Z3 |

| Aa11 · D36 · V31 | I6 · Aa15 | t · O49 | G45 | Z7 · D43 | T10 · t | Z3 | Z3 | Z3 |

| G8 |

| G8 |

| wsr | s | M4 | M4 | M4 | G36 · r | n · M3 | Aa1 · t · D43 | Z3 |

| wsr | s | M4 | M4 | M4 | G36 · r | n · M3 | Aa1 · t · D43 | Z3 |

| G8 |

| G8 |

| wsr | s | M4 | M4 | M4 | G36 · r | n · M3 | Aa1 · t · D43 | Z3 |

| wsr | s | M4 | M4 | M4 | G36 · r | n · M3 | Aa1 · t · D43 | Z3 |

| N5 | S38 | C10 | C12 | U21 · n |

| N5 | S38 | C10 | C12 | U21 · n |

| N5 | S38 | C10 | C12 | U21 · n |

| N5 | S38 | C10 | C12 | U21 · n |

| N5 | S38 | C10 | C12 | U21 · n |

| N5 | S38 | C10 | C12 | U21 · n |

| N5 | S38 | C10 | C12 | U21 · n |

| N5 | S38 | C10 | C12 | U21 · n |

| N5 | S38 | C10 | C12 | U21 · n |

| N5 | S38 | C10 | C12 | U21 · n |

| N5 | S38 | C10 | C12 | U21 · n |

| N5 | S38 | C10 | C12 | U21 · n |

| N5 | S38 | C10 | C12 | U21 · n |

| N5 | S38 | C10 | C12 | U21 · n |

| N5 | S38 | C10 | C12 | U21 · n |

| N5 | S38 | C10 | C12 | U21 · n |

| N5 | C2 | C12 | N36 | S38 | F31 · z | H6 |

| N5 | C2 | C12 | N36 | S38 | F31 · z | H6 |

| N5 | C2 | C12 | N36 | S38 | F31 · z | H6 |

| N5 | C2 | C12 | N36 | S38 | F31 · z | H6 |

| N5 | C2 | C12 | N36 | S38 | F31 · z | H6 |

| N5 | C2 | C12 | N36 | S38 | F31 · z | H6 |

| N5 | C2 | C12 | N36 | S38 | F31 · z | H6 |

| N5 | C2 | C12 | N36 | S38 | F31 · z | H6 |

| N5 | C2 | C12 | N36 | S38 | F31 · z | H6 |

| N5 | C2 | C12 | N36 | S38 | F31 · z | H6 |

| N5 | C2 | C12 | N36 | S38 | F31 · z | H6 |

| N5 | C2 | C12 | N36 | S38 | F31 · z | H6 |

| N5 | C2 | C12 | N36 | S38 | F31 · z | H6 |

| N5 | C2 | C12 | N36 | S38 | F31 · z | H6 |

| N5 | C2 | C12 | N36 | S38 | F31 · z | H6 |

| N5 | C2 | C12 | N36 | S38 | F31 · z | H6 |

| N5 | C2 | C12 | N36 | H6 | F31s · z · z | H6 |

| N5 | C2 | C12 | N36 | H6 | F31s · z · z | H6 |

| N5 | C2 | C12 | N36 | H6 | F31s · z · z | H6 |

| N5 | C2 | C12 | N36 | H6 | F31s · z · z | H6 |

| N5 | C2 | C12 | N36 | H6 | F31s · z · z | H6 |

| N5 | C2 | C12 | N36 | H6 | F31s · z · z | H6 |

| N5 | C2 | C12 | N36 | H6 | F31s · z · z | H6 |

| N5 | C2 | C12 | N36 | H6 | F31s · z · z | H6 |

| N5 | C2 | C12 | N36 | H6 | F31s · z · z | H6 |

| N5 | C2 | C12 | N36 | H6 | F31s · z · z | H6 |

| N5 | C2 | C12 | N36 | H6 | F31s · z · z | H6 |

| N5 | C2 | C12 | N36 | H6 | F31s · z · z | H6 |

| N5 | C2 | C12 | N36 | H6 | F31s · z · z | H6 |

| N5 | C2 | C12 | N36 | H6 | F31s · z · z | H6 |

| N5 | C2 | C12 | N36 | H6 | F31s · z · z | H6 |

| N5 | C2 | C12 | N36 | H6 | F31s · z · z | H6 |